# Haplolabida sjostedti
Haplolabida sjostedti är en fjärilsart som beskrevs av Aurivillius 1910. Haplolabida sjostedti ingår i släktet Haplolabida och familjen mätare. Inga underarter finns listade i Catalogue of Life.